# Ganzhou
Pour les articles homonymes, voir Ganzhou (homonymie).
Ganzhou (chinois : 赣州市 ; pinyin : Gànzhōu shì) est une ville-préfecture du sud de la province du Jiangxi en Chine. Le centre administratif est situé dans le district de Zhanggong. C'est la ville natale de l'écrivain français Gao Xingjian.

## Subdivisions administratives
La ville-préfecture de Ganzhou exerce sa juridiction sur dix-huit subdivisions - un district, deux villes-districts et quinze xian :
- le district de Zhanggong - 章贡区 Zhānggòng Qū ;
- la ville de Ruijin - 瑞金市 Ruìjīn Shì ;
- la ville de Nankang - 南康市 Nánkāng Shì ;
- le xian de Gan - 赣县 Gàn Xiàn ;
- le xian de Xinfeng - 信丰县 Xìnfēng Xiàn ;
- le xian de Dayu - 大余县 Dàyú Xiàn ;
- le xian de Shangyou - 上犹县 Shàngyóu Xiàn ;
- le xian de Chongyi - 崇义县 Chóngyì Xiàn ;
- le xian d'Anyuan - 安远县 Ānyuǎn Xiàn ;
- le xian de Longnan - 龙南县 Lóngnán Xiàn ;
- le xian de Dingnan - 定南县 Dìngnán Xiàn ;
- le xian de Quannan - 全南县 Quánnán Xiàn ;
- le xian de Ningdu - 宁都县 Níngdū Xiàn ;
- le xian de Yudu - 于都县 Yúdū Xiàn ;
- le xian de Xingguo - 兴国县 Xīngguó Xiàn ;
- le xian de Huichang - 会昌县 Huìchāng Xiàn ;
- le xian de Xunwu - 寻乌县 Xúnwū Xiàn ;
- le xian de Shicheng - 石城县 Shíchéng Xiàn.

## Économie
En 2005, le PIB total a été de 50,0 milliards de yuans, et le PIB par habitant de 6 134 yuans.
Ganzhou possède un aéroport, l'Aéroport de Ganzhou Huangjin (code AITA : KOW).

## Transport
- Métro de Ganzhou